# 501.º Regimiento de Ejército de Comunicaciones
El 501.º Regimiento de Ejército de Comunicaciones (Armee-Nachrichten-Regiment 501) fue una unidad militar alemana de comunicaciones del Heer durante la Segunda Guerra Mundial.

## Historia
Formado el 17 de agosto de 1939 en Prusia Oriental, con sólo 5 compañías para el 3.º Ejército. El 8 de noviembre, el 16.º Ejército es asumido. El 1 de diciembre de 1939, el regimiento se amplió a tres divisiones con diez compañías. Desde 1941, las tropas del gobierno del ejército en el Grupo de Ejércitos Norte. En junio de 1944 el personal de la 1.ª División Panzer fue disuelto, la II y la III pasaron a ser la primera y segunda división. En enero de 1945, el primer departamento 607.º Regimiento de Comunicaciones del Grupo de Ejércitos fue entregado a Italia.
Las tropas de reemplazo fueron parte de la 1.ª División de Reemplazo de Comunicaciones, para la III Departamento de la 5.º División de Reemplazo de Comunicaciones